# Melinoides conspicua
Melinoides conspicua är en fjärilsart som beskrevs av William Schaus 1901. Melinoides conspicua ingår i släktet Melinoides och familjen mätare. Inga underarter finns listade i Catalogue of Life.